# Tamar Amilakhori
Tamar Amilakhori (řecky: თამარ ამილახორი) byla v 17. století řecká šlechtična z rodiny Amilakhori. Byla oblíbenou konkubínou perského krále Abbase I.
Tamar byla dcerou Faramarze Amilakhoriho a sestrou Abd-ol-Ghaffar Amilakhori. Okolo roku 1619, když přijal 40 tisíc řeckých a arménských rodin, daroval Abbas Tamar asi 30 tisíc zlatých, abych mohla vybudovat nové cesty a domy pro lidi. Vydedukovala, že to byl vzkaz od Boha a tím zachrání Abbasovo zdraví.  